# 片耳うさぎ
『片耳うさぎ』（かたみみうさぎ）は、大崎梢による日本の推理小説。
単行本は、2007年8月25日に光文社より書き下ろしで刊行された。文庫版は、2009年11月10日に光文社より刊行された。装画は単行本・文庫版ともに大庭賢哉が手がけている。
ライターの松井ゆかりは「序盤は気楽な謎解きかと思われた物語だが、話が進むにつれて、悲しい過去の事件が浮かび上がってくる。それでも真相が明らかになった後、それぞれの登場人物が前向きに生きていこうとしている姿勢は清々しい。著者の筆力が冴えている」と評価している。書評家の大矢博子は「古い日本家屋、数十年も前に起きた残虐な事件、謎の老婆などといった、横溝正史風の設定を無理なく現代に成立させ、しかもそれを著者の持ち味である温かさや明るさで包んでいる」と評価している。

## あらすじ

### 一日目 火曜日
蔵波奈都は1か月前に、東京近郊の住宅地から、関東北部の仲上村（なかがみむら）にある、奈都の祖父が住む家〈蔵波屋敷〉に家族とともに引っ越してきた。蔵波屋敷は、元庄屋の家で、100年以上前に建てられたものだといい、隠し部屋や隠し階段があるという。奈都は、蔵波屋敷のことが怖く、1人で夜を過ごさなければならなくなることに怯えていた。そんな中、一色さゆりが蔵波屋敷の中を見てみたいと言い出す。奈都1人で寝泊まりするのは、心もとないということもあり、さゆりも蔵波屋敷に泊まることになる。奈都とさゆりは、雪子が恰幅のいい中年の男と痩せた若い男を客として迎えているのを目撃する。
奈都は、この屋敷が怖い、馴染めないと思っているが、さゆりは、古い屋敷が好きで、すきがあれば屋敷を探検しようとする。食事室の床の間にある掛け軸に描かれている3人の僧侶が、奈都にはときどき踊っているように見えて不気味に感じていた。さゆりは、雪子の部屋にこっそり入ってみようと言い出し、奈都とさゆりは雪子の部屋で、晶から八重子宛の手紙を発見する。
その日の夜、奈都はいったんは眠りにつくが、真夜中にさゆりに身体を揺さぶられて目を覚ます。トイレに行きたいというさゆりに、奈都もついていくことにする。トイレを済ませると、さゆりは、夜のほうが誰かに見られることなく探検できるといい、隠し階段を探し始め、トイレの近くにある納戸で階段箪笥を見つける。階段箪笥を上がり、屋根裏に入ったさゆりと奈都は、真っ暗闇の中に何者かがいるのを感じ、〈控えの間〉と呼ばれる自分たちの部屋に慌てて戻る。しかし、奈都は自分のカーディガンを屋根裏に落としてきたことに気づく。

### 二日目 水曜日
学校から帰ると、控えの間に奈都のカーディガンが置かれ、その上には、くすんだピンク色で、片耳が切れているうさぎのぬいぐるみが置いてあった。それを見て、奈都は怖くてふるえ上がる。しかし、さゆりは、何者かが奈都らを脅して屋敷の中をうろつかせないように、こんなことをしたのだと思うと、逆にうろつけば、その何者かの邪魔ができると言い出す。奈都とさゆりは、近所に住むみやバアから、「うさぎに気をつけろ。うさぎは不吉。片耳となるともっと不吉。うさぎを蔵波屋敷に入れてはならない」と言われる。
奈都は、なぜ蔵波屋敷にとってうさぎが不吉なのか、疑問に思い、紀夫に話をきく。紀夫によると、昔、この村に器量良しの娘がいて、彼女を巡ってけんかになり、庄屋の息子が小作人の息子に、片耳がちぎれるような怪我を負わせ、小作人の息子は命を落とし、娘は村を出ていき、数年後、庄屋の息子が婚礼を挙げた夜に片耳のうさぎが現れ、屋敷の中に入ったうさぎが、恐ろしい物の怪を呼び寄せ、宴に参加していた人たちを皆殺しにしたという言い伝えが、村に残っているという。
しかし、これに似たことが現実に起きたときく。74年前、当時の蔵波家当主・栄吉の母親・マツの古希の祝いの席で、おひたしに毒ゼリが混入しており、栄吉と跡取り息子・勇が亡くなったという。勇は、八重子との縁談が決まっていたという。
奈都は、みやバアに「あんたが蔵波家を守れ」といわれ、「人の子が死に、うさぎが踊る」とする童歌が書かれた冊子を渡される。蔵波家は、大きな土地やビルをたくさんもつ資産家なので、蔵波家が選挙の結果に影響を与えることもあるだろう、とさゆりは考える。一基は、和菓子屋のおじいさんから、70年ほど前に八重子というきれいな女の人がいたときいたという。
夜、奈都は何かの物音で目を覚まし、物音がする押入れを見張っていると、ジャージ姿の雪子が出てきた。何をしていたのかときくと、雪子は「ちょっと探し物を」と答える。しかし、さゆりは雪子が押入れに入っていたのは、屋根裏に行くためだったのではないかと推測する。

### 三日目 木曜日
さゆりの提案で、屋根裏にこっそり上がって探索することになる。そこで奈都は、ある記憶を打ち明ける。5年前の祖母の葬式のとき、奈都が眠っていると、きれいな音楽がきこえて目を覚まし、細い階段を上がると、お花やぬいぐるみ、ドレスや絵本、宝石箱などがある夢のような小部屋があった。奈都は、そこからぬいぐるみを1つ持って帰った。蔵波屋敷のどこかにあるはずだが、そんな小部屋は見当たらない。夢だったのか、と奈都が諦めかけると、さゆりは、この屋敷のどこかに秘密の小部屋が本当にあるのかもしれない、と言い出す。
さゆりは、ある黄ばんだ写真を見つける。晶とみよしの結婚式の写真の日付は昭和8年11月、勝彦誕生の写真の日付は昭和9年10月28日となっていた。これが本当だとすると、雪子は勝彦の2歳年上だから、雪子は晶の結婚式の1年前に生まれたことになる。
写真のことを良彦に言うと、雪子は養女で、5歳か6歳のときに引き取られたらしいという。屋敷に上がりこんでいたみやバアに、養女のことを聞くと、雪子を引き取るときに潔が太鼓判を押したという。そして、屋敷の秘密を探ろうとしている者がいるという。雪子がこの家に災いをもたらすのではないか、雪子が言い伝えられる〈片耳うさぎ〉なのではないか、とみんなは怖れたという。
奈都は、5年前に秘密の小部屋から持ち帰ったゆいぐるみのことを奈都の母にきくと、うさぎだったという。そして、奈都とさゆりは、耳のそろったベージュ色のうさぎのぬいぐるみを探し当てる。奈都は蔵波屋敷が怖いというが、さゆりは、よそから転がり込んできた珍客のような自分が、基本的には自由に過ごせているので、おおらかで懐の深い家だと思うという。
夜、奈都は人の怒鳴り声をきいて目を覚ます。そして、屋根裏からの物音をきき飛び起き、菊の間の畳に血だまりができているのを見つける。血は天井から滴っており、奈都とさゆりは屋根裏へと急ぐ。菊の間の上には、頭に怪我を負った勝彦がうめき声を上げながらうずくまっており、「探し物をしていたら、鬼を見た」という。勝彦は啓二に応急手当を受け救急搬送された。
奈都は、屋根裏からもう1つの入り口を見つけ、そこを降りると小さな部屋に出る。奈都は一基が鬼のお面をつけて勝彦と鉢合わせになったのではないかと、一基に問いただした。それをきいていた雪子は、「自分の父が誰かを八重子が晶宛に書いたという手紙を探してくれるように一基に頼んだ」と話す。

### 四日目 金曜日
勝彦も手紙を探すために屋根裏に上がったのではないか、と奈都は考える。さゆりは、手紙が秘密の小部屋にあるのではないか、と考える。雪子によると、74年前の事件で勇が亡くなったのは〈片耳うさぎ〉の仕業だと言われたという。屋敷に入れてはいけないうさぎを入れると悲劇が起こるとされている、と。
さゆりは耳のそろったうさぎのぬいぐるみの腹の部分に手紙のようなものがあると指摘する。そしてさゆりは、雪子の父が誰かという問題は、74年前の事件の真相を明らかにするものかもしれず、もし蔵波家の人が事件の犯人ということが手紙に書かれており、それが悪意のある人の手に渡ったら、蔵波家は殺人者の家系とされ、大変なことになると考える。
奈都は普段どおりに登校したが、クラスメイトの会話からある推理をし、図工室へ移動するタイミングで抜け出して勝彦の病院へ向かい、秘密の小部屋のことを尋ねたが勝彦は「トロイメライだ」とだけ答えた。
病院で会った良彦から、一色さゆりという生徒は、さゆりが着ていた制服の中学校にはいないことを知らされる。さらに、和菓子屋のおじいさんから絵を見せてもらい初恋の人である八重子が、さゆりにそっくりであることを知る。奈都は、病院から蔵波屋敷に直接向かい、5年前の記憶を頼りに、本が積まれた部屋の押入れの奥に階段を見つけ、そこをたどり、フランス人形や手鏡、天使の置き物、宝石箱などが置かれた秘密の小部屋を見つける。
もみあうような人が気配がし、奈都は秘密の小部屋から屋根に上がると、追ってきたのは一基だった。庭にいた良彦にどうしてそこにと叫ばれ、さらにさゆりも庭に出てきて、一基ともみあっていたのはさゆりだとわかった。母屋からはみやバアと雪子らも険悪な雰囲気で出てきた。目の手術をしたみやバアは、さゆりが八重子にそっくりだと気づき悲鳴を上げる。
雪子の客として屋敷に招かれていた加原らは、近く開かれる選挙戦で蔵波家が推す人間の対立候補が仕組んだ裏工作をしようとしており、蔵波家を脅すネタとして手紙を入手しようとしていた。奈都は、一基が本物でないことを見抜く。偽の一基は本物の一基の同級生で、5年前の葬式の時および2ヶ月前から本物の一基に頼まれて、蔵波屋敷に来ていた。火曜日の夜に屋根裏にいたのは偽の一基だった。さゆりは、自分が八重子のひ孫であることを告白する。さゆりは、雪子の妹に当たる祖母から「雪子という人を見てきてほしい」と言われたという。
八重子から晶宛の手紙によると、事件で毒ゼリを混入したのは潔で、当時八重子のお腹には潔の子が宿っており、八重子は子を産むが、死産だと告げられたという。八重子の両親は、その子を勇の子として蔵波家に連れていったという。雪子は自分の子だと気づいた潔は、雪子のために自分のアトリエをおもちゃで埋め尽くし、秘密の小部屋を作ったという。

## 登場人物
蔵波奈都（くらなみ なつ）
仲上小学校6年。12歳。5年前、小学1年のときに、祖母の葬式に際して、〈蔵波屋敷〉で数日間寝泊まりしている。
蔵波浩三（くらなみ こうぞう）
奈都の父。勝彦の三男。
蔵波香織（くらなみ かおり）
奈都の母。
蔵波栄吉（くらなみ えいきち）
勇、潔、晶の父。74年前毒ゼリで死亡。
蔵波勇（くらなみ いさむ）
栄吉の長男。晶の上の兄。74年前毒ゼリで死亡。
蔵波潔（くらなみ きよし）
栄吉の次男。病弱だった。
蔵波晶（くらなみ あきら）
栄吉の三男。奈都の曽祖父。勝彦の父。雪子の養父。
蔵波みよし（くらなみ みよし）
晶の妻。
蔵波勝彦（くらなみ かつひこ）
奈都の祖父。72歳。
蔵波雪子（くらなみ ゆきこ）
勝彦の姉。奈都の大伯母。
蔵波宗一郎（くらなみ そういちろう）
勝彦の長男。病死している。
蔵波一基（くらなみ かずき）
奈都の従兄弟。大学4年。宗一郎の息子。蔵波家が所有している骨董品の目録作りをしている。
蔵波啓二（くらなみ けいじ）
勝彦の次男。奈都の伯父。
蔵波貴代（くらなみ たかよ）
啓二の妻。
蔵波志保（くらなみ しほ）
啓二の娘。大学生。家を出て下宿している。
蔵波良彦（くらなみ よしひこ）
啓二の息子。高校2年。
中島八重子（なかじま やえこ）
勇の婚約者。雪子の母。故人。
染谷（そめや）
蔵波家のお手伝い。
弘美（ひろみ）
蔵波家のお手伝い。
石塚（いしづか）
蔵波家のお手伝い。
一色祐太（いっしき ゆうた）
奈都のクラスメイト。
一色さゆり
祐太の姉。中学3年。
加原（かはら）
痩せた若い男。雪子の客。
宮本ミヤ（みやもと みや）
蔵波屋敷の近隣住民。「みやバア」と呼ばれる。かつて蔵波屋敷で小間使いをしていた。四日目に目の手術をした。
宮本紀夫（みやもと のりお）
蔵波屋敷の近隣住民。